# Les Muppet Babies (série télévisée d'animation, 1984)
Pour la série de 2018, voir Les Muppet Babies (série télévisée d'animation, 2018).
Les Muppet Babies (Muppet Babies ou Jim Henson's Muppet Babies) est une série télévisée d'animation américaine en 107 épisodes de 25 ou 45 minutes, d'après les personnages du Muppet Show créé par Jim Henson et diffusée entre le 15 septembre 1984 et le 29 décembre 1991 sur le réseau CBS.
En France, seuls les 26 premiers épisodes ont été diffusés à partir du 26 octobre 1986 dans l'émission Amuse 3 sur FR3. Rediffusion à partir du 20 juillet 1995 dans Bonjour Babar sur France 3, puis dans Ça tourne Bromby à partir du 2 avril 1998 sur La Cinquième.
Une série reboot a été diffusée en 2018 sur Disney Junior.

## Synopsis
Cette série met en scène l'enfance des personnages du célèbre Muppet Show, dans une version animée.
Et puis Nanny qui est la nounou des personnages et dont on ne voit pas le visage.

## Distribution

### Voix originales
- Frank Welker : Kermit
- Laurie O'Brien : Piggy
- Greg Berg : Fozzie
- Howie Mandel : Animal
- Russi Taylor : Gonzo
- Katie Leigh : Rowlf
- Barbara Billingsley : Nanny (Nounou)

### Voix françaises

#### Saisons 1-2 (1984-1985)
- Edgar Givry : Kermit
- Claude Lombard : Piggy (chant)
- Séverine Morisot : Piggy
- Claude Rollet : Fozzie
- Christian Pélissier : Animal
- Pascal Renwick : Gonzo
- Thierry Bourdon : Rowlf
- Claude Chantal : Nounou
- Odile Schmitt : Skeeter
- Martine Reigner : Scooter

#### Saisons 3-7 (1986-1990)
- Gilles Laurent : Kermit
- Marie Martine : Piggy
- Alain Flick : Fozzie
- Olivier Korol : Animal
- Michel Vocoret : Gonzo
- Lionel Henry : Rowlf
- Jeanine Forney : Nounou / Skeeter
- Caroline Beaune : Scooter

Source : Planète Jeunesse

## Épisodes

### Première saison
1. Les Voisins bruyants (Noisy Neighbors)
2. Qui a peut du grand méchant noir ? (Who's Afraid of the Big, Bad Dark?)
3. Le Dentiste (Dental Hijinks)
4. Les Voleurs de Muppets (Raiders of the Lost Muppet)
5. Titre français inconnu (Scooter's Hidden Talent)
6. Titre français inconnu (The Case of the Missing Chicken)
7. Huit moins un égale panique (Nine Take Away One Equals Panic)
8. Que voulez-vous faire lorsque vous serez grand ? (What Do You Wanna Be When You Grow Up?)
9. Rencontre avec la grenouille (Close Encounters of the Frog Kind)
10. Le Show vidéo de Gonz (Gonzo's Video Show)
11. Titre français inconnu (Fun Park Fantasies)
12. Titre français inconnu (From a Galaxy Far, Far Away)
13. Titre français inconnu (Good, Clean Fun)

### Deuxième saison
1. Il était une fois dans l’œuf (Once Upon an Egg Timer)
2. Hyper activité des jours de pluie (Piggy's Hyper-Activity Book)
3. Titre français inconnu (Fozzie's Last Laugh)
4. La Grande Attaque du fourgon à gâteaux (The Great Cookie Robbery)
5. Titre français inconnu (Out-of-This-World-History)
6. Blanche Neige et les Muppet (Snow White and the Seven Muppets)
7. Télé Muppet (I Want My Muppet TV!)
8. Titre français inconnu (Musical Muppets)
9. Titre français inconnu (Who's Who at the Zoo?)
10. Titre français inconnu (The Great Muppet Cartoon Show)
11. Titre français inconnu (The Muppet Museum of Art)
12. Titre français inconnu (By the Book)
13. Titre français inconnu (When You Wish Upon a Muppet)

### Troisième saison
1. Titre français inconnu (Pigerella)
2. Le Meilleur Ami que j'ai jamais eu (The Best Friend I Never Had)
3. Titre français inconnu (The Weirdo Zone)
4. Les Muppet au pays des jouets (Muppets in Toyland)
5. Les Muppets découvrent la radio (The Muppet Broadcasting Company)
6. Kermit souverain (Kermit Goes to Washington)
7. L'Arbre généalogique des Fozee' (Fozzie's Family Tree)
8. Titre français inconnu (The Daily Muppet)
9. Titre français inconnu (Scooter's Uncommon Cold)
10. Le Grenier au trésor (Treasure Attic)
11. Le Tour de la nursery en 80 jours (Around the Nursery in 80 Days)
12. Drôle d'oiseau (Polly Wants a Muppet)
13. Titre français inconnu (Muppet Goose)
14. Titre français inconnu (Bad Luck Bear)
15. Titre français inconnu (Of Mice and Muppets)
16. Titre français inconnu (Back to the Nursery)

### Quatrième saison
1. Titre français inconnu (Muppetland)
2. Titre français inconnu (Water Babies)
3. Titre français inconnu (The Incredible Shrinking Weirdo)
4. Titre français inconnu (Where No Muppet Has Gone Before)
5. Titre français inconnu (Journey to the Center of the Nursery)
6. Titre français inconnu (This Little Piggy Went to Hollywood)
7. Titre français inconnu (My Muppet Valentine)
8. Titre français inconnu (Invasion of the Muppet Snackers)
9. Titre français inconnu (Twinkle Toe Muppets)
10. Titre français inconnu (Weirdo for the Prosecution)
11. Titre français inconnu (Muppet Island)
12. Titre français inconnu (The Frog Who Knew Too Much)
13. Titre français inconnu (Beach Blanket Babies)
14. Titre français inconnu (Old MacKermit Had a Farm)
15. Titre français inconnu (Adventures in Muppet-Sitting)
16. Titre français inconnu (The House That Muppets Built)
17. Titre français inconnu (Masquerading Muppets)
18. Titre français inconnu (Nanny's Day Off)

### Cinquième saison
1. Titre français inconnu (Muppets not Included)
2. Titre français inconnu (Beauty and the Schnoz)
3. Titre français inconnu (The Pig Who Would Be Queen)
4. Titre français inconnu (Is There a Muppet in the House?)
5. Titre français inconnu (Slipping Beauty)
6. Titre français inconnu (Muppet Baby Boom)
7. Titre français inconnu (Scooter by Any Other Name)
8. Titre français inconnu (It's a Wonderful Life for Kermit)
9. Titre français inconnu (Elm Street Babies)
10. Titre français inconnu (Plan 8 from Outer Space)
11. Titre français inconnu (Junkland Muppets)
12. Titre français inconnu (The Air Conditioner at the End of the Galaxy)
13. Titre français inconnu (Bug-Busting Babies)

### Sixième saison
1. Titre français inconnu (This Old Nursery)
2. Titre français inconnu (And Now a Word from Our Muppets)
3. Titre français inconnu (Six to Eight Weeks)
4. Titre français inconnu (The Green Ranger)
5. Titre français inconnu (Not Necessarily the Muppets)
6. Titre français inconnu (Comic Capers)
7. Titre français inconnu (Faster Than a Speeding Weirdo)
8. Titre français inconnu (Skeeter and the Wolf)
9. Titre français inconnu (Romancing the Weirdo)
10. Titre français inconnu (The New Adventures of Kermo Polo)
11. Titre français inconnu (Goosetown Babies)
12. Titre français inconnu (It's Only Pretendo)
13. Titre français inconnu (Quoth the Weirdo)
14. Titre français inconnu (Operators Are Standing By)
15. Titre français inconnu (Babes in Troyland)
16. Titre français inconnu (Puss 'n Boots 'n Babies)
17. Titre français inconnu (Muppets of Invention)
18. Titre français inconnu (A Punch Line to the Tummy)

### Septième saison
1. Génération du futur (Muppet Babies: The Next Generation)
2. Titre français inconnu (Buckskin Babies)
3. Titre français inconnu (Sing a Song of Superheroes)
4. Titre français inconnu (Gonzee's Playhouse Channel)
5. Titre français inconnu (Kermit Pan)
6. Titre français inconnu (Whose Tale Is It Anyway?)
7. Titre français inconnu (At the Movies)
8. Titre français inconnu (In Search of Bronze Beatle)
9. Titre français inconnu (The Transcontinental Whoo-Whoo)
10. Titre français inconnu (Get Me to the Perch on Time)
11. Titre français inconnu (Bearly Alone Babies)
12. Titre français inconnu (Remote Controlled Cornball)
13. Titre français inconnu (Nice to Have Gnome You)
14. Titre français inconnu (Happy Birthday Uncle Piggy)
15. Titre français inconnu (Hats, Hats, Hats)
16. Titre français inconnu (Eight Flags Over My Nanny)

## Production
L'origine des Muppet Babies vient du film de 1984 Les Muppets à Manhattan, une séquence montrait les personnages sous forme de nourrissons lors de la chanson I'm Gonna Always Love You interprétée par Miss Piggy.
La série mêle parodies, séquences lives (avec parfois le personnage de Nounou joué par Barbara Billingsley) et animation. Un seul personnage des Muppet babies n’est pas issu de la famille des marionnettes du Muppet Show : Skeeter, la sœur jumelle de Scooter. Le personnage a été créé spécialement pour la série.

## VHS et DVD
En France, quelques épisodes sont sortis en cassettes VHS dans les années 80. En 2007, un coffret DVD réunissant 17 épisodes est sorti.
Aux États-Unis, Les Muppets Babies n'ont pour le moment toujours pas été édités sur support DVD. Une théorie parmi les fans met en cause les droits sur le copyright des séquences parodiques des épisodes. La série a été rachetée en 2004 par Disney, produite par Marvel Productions, rachetée en 2009 par Disney  et de nombreuses extraits étaient détenus par Lucasfilm, rachetée par Disney en 2012. Il reste toutefois des copyrights de films des studios Columbia et Paramount ou de jeux comme Nintendo.

## Adaptation
En 1985, Marvel Comics adapte la série en comic books. La dessinatrice principale est Marie Severin